# سلاح عریان (فیلم ۲۰۲۵)
سلاح عریان (به انگلیسی: The Naked Gun) یک فیلم کمدی اکشن آمریکایی محصول سال ۲۰۲۵ به کارگردانی اکویا شوفر، بر اساس فیلمنامه‌ای از دن گرگور، داگ مند، مارک هنتمن و الک سالکین و تهیه‌کنندگی ست مک‌فارلن و اریکا هاگینز است. این فیلم چهارمین قسمت از سری فیلم‌های سلاح عریان و دنبالهٔ سلاح عریان سی و سه و یک‌سوم: آخرین اهانت (۱۹۹۴) محسوب می‌شود. لیام نیسون نقش فرانک دربین جونیور را در کنار پاملا اندرسون، پال والتر هاوزر، کوین دورند و دنی هوستون بازی می‌کند.
سلاح عریان در تاریخ ۲۸ ژوئیه ۲۰۲۵ در تئاتر SVA نیویورک به نمایش درآمد و در تاریخ ۱ اوت ۲۰۲۵ توسط پارامونت پیکچرز در ایالات متحده و بریتانیا اکران شد. این فیلم بازخوردهای مثبتی از سوی منتقدان دریافت کرد.

## بازیگران
- لیام نیسون در نقش فرانک دربین جونیور
- پاملا اندرسون در نقش بث
- پال والتر هاوزر در نقش کاپیتان اد هوکن جونیور
- کوین دورند
- دنی هوستون
- لیزا کوشی
- کودی رودز
- سی.سی.اچ. پاوندر
- باستا رایمز
- ادی یو

## تولید
فیلمبرداری در ۶ می ۲۰۲۴ در آتلانتا با عنوان کاری قانون سختی آغاز شد.

## انتشار
این فیلم در ۱ اوت ۲۰۲۵ توسط پارامونت پیکچرز در ایالات متحده اکران شد. اکران آن در اصل برای ۱۸ ژوئیه ۲۰۲۵ برنامه‌ریزی شده بود.